# Avenul Gemenele
Avenul Gemenele, este situat pe versantul estic al Vârfului Dâmbău și este socotită cea mai frumoasă peșteră din areal, cu o bogăție deosebită de speleoteme.

## Localizare
Avenul se află pe teritoriul orașului Zlatna, județul Alba, în partea de sud-vest a Munților Trascăului. Este localizat la 46°09′20″N 23°16′28″E / 46.15556°N 23.27444°E

## Descoperire
Cunoscuta de localnici ea a fost  explorată și cartata de Viorel Ludusan (Polaris Blaj).

## Descriere
Este botezat astfel după cele două verticale de acces: una de 17 m, altă de 20 m. Pentru coborâre se poate alege orice variantă, verticala de 20 m este echipată cu un piton (se pot folosi și amaraje naturale - copaci) iar pentru verticala de 17 m echiparea s-a făcut cu 2 spituri. 
Ambele verticale coboară în aceeași sală, a doua ca și dezvoltare. De aici se urca pe un con de grohotiș până la baza verticalei de 17m. Se continuă ascenddent până la o galerie orizontală. Se trece prin culoarul bogat în rămășițe ale animalelor care au căzut în aven și se ajunge la o sală cu dimensiuni modeste, din care se desprind 3 galerii, toate descendente. Pe cea din mijloc se ajunge într-o sală, mai mare decât cea anterioară, frumos concreționată. Continuând pe același directie după ce urcăm un mic prag ajungem la un sector foarte bogat concreționat cu stalagmite, stalactite, coloane, curgeri parietale, clusterite. Atenție însă la gururile  ce acoperă la un moment dat toata lățimea galeriei. 
Și toate acestea nu sunt decât un preambul pentru Sala Mare, care se deschide, descendent, din această galerie. De la intrarea în ea, în stânga,  se află Marele Gur, cu apa ireal de curată, atât de curată încât de multe ori lasă impresia unui gur gol. În dreapta o succesiune de gururi în care dorm răvășite câteva cranii de liliac. Continuând coborârea, pe lângă frumoase scurgeri parietale Tavanul rămâne undeva deasupra la 15-30 m, încărcat de țurțuri de piatră. Se ajunge în fundul orizontal al sălii plin cu oase acoperite de o crustă de calcar de circa 2-3 cm. Sala continuă cu o galerie îngustă și noroioasă ce într-un târziu va începe să urce. Ea duce tot la baza avenului (galeria din stânga, dintre cele trei descendente). Cealaltă galerie descendentă, din dreapta, se va alătura celei din mijloc, după o scurtă și foarte abruptă coborâre.
O sală de dimensiuni mari se află și în stânga intrărilor, dar neconcreționată, grohotișul și formele relativ geometrice sugerând o geneză gravitațională. Această sală continua cu o galerie  scurtă de 10 m, dar ale cărei speleoteme depășesc orice superlativ: stilolite, clusterite, draperii etc. Galeria se termina brusc, fiind închisă de o scurgere calcitică.

## Condiții de vizitare
Avenul se poare vizita de echipe pregătite și echipament corespunzător. Sunt necesare corzi, blocatoare, coboratoare, carabiniere, surse de ilumint.

## Faună
Nu au fost făcute încă cercetări biospeologice dar am identificat exemplare de Myotis myotis, Triphosa dubitata și Limonia nubeculoasa.